# Castellaro (San Marino)
Castellaro es una curazia situada en el castello (municipio) de San Marino (San Marino).